# Столетов, Николай Григорьевич
Николай Григорьевич Столетов (2 [14] ноября 1831, Владимир — 27 июня [10 июля] 1912, Царское Село, Санкт-Петербургская губерния) — русский военачальник, командующий болгарским ополчением в русско-турецкой войне 1877—1878 гг., генерал от инфантерии (1898), учёный-географ. Видный участник «Большой игры».

## Биография
Родился 2 (14) ноября 1831 в городе Владимире в потомственной купеческой семье, переселённой во Владимир за крамолу ещё после падения Новгорода при Иване Грозном. 
Кроме Николая, в семье было ещё пятеро детей: его братья Василий, Александр, Дмитрий, сёстры Варвара и Анна. Василий Столетов (1825—1896) был успешным купцом и одним из крупнейших благотворителей во Владимире, Александр Столетов (1839—1896) стал всемирно известным учёным-физиком, Дмитрий Столетов (1845—1899) дослужился до чина генерал-майора.
Николай Столетов получил среднее образование во Владимирской мужской гимназии, в которой учился с 1843 года и окончил в 1850 году с золотой медалью. В том же году он поступил на физико-математический факультет Московского университета, где впоследствии учился его младший брат Александр.

Последний год обучения Николая Столетова в университете совпал с началом Крымской войны 1853—1856 годов, что решающим образом повлияло на всю его дальнейшую судьбу. Весной 1854 года, после окончания университета, преисполненный патриотических чувств, Николай Григорьевич добровольцем ушёл вольноопределяющимся в Русскую императорскую армию, там он был определён фейерверкером в лёгкую батарею № 10-й артиллерийской бригады. В составе этой батареи фейерверкер Столетов участвовал в Инкерманском сражении (24 октября/5 ноября 1854 г.) и в обороне Севастополя. В гарнизоне крепости он находился с середины марта до конца апреля 1855 года, защищая 4-й бастион, батарею Забудского и редут Шварца. 23 мая 1855 года произведён в офицеры, получив чин прапорщика, назначен в лёгкую батарею 8-й артиллерийской бригады, в составе которой участвовал в сражении на Чёрной речке (4/16 августа 1855 г.). За отличие в боевых действиях в Крыму Николай Столетов был награждён знаком отличия Военного ордена (№ 99730).
После Крымской войны служил в той же бригаде в составе Южной армии. В 1857 году поступил, а в 1859 году окончил Николаевскую академию Генерального штаба. С декабря 1859 года служил в Кавказской армии и принимал участие в Кавказской войне. С мая 1860 года — помощник начальника 2-го отделения по Генеральному штабу при Главнокомандующем Кавказской армией. С 1861 года участвовал в боях на Кавказе в составе Адагумского отряда, с ноября 1863 года — начальник войск Закатальского округа в Дагестане.
В январе 1867 года Николай Столетов переведён в Туркестан, где в июне того же года назначен правителем канцелярии военно-народного управления Туркестанской области. В том же году в составе дипломатической миссии посетил Персию и Афганистан. В октябре 1869 года он возглавил Красноводский отряд, завоевавший восточный берег Каспийского моря, где тогда же был основан город Красноводск. С 1872 года — командир 112-го пехотного Уральского полка в Туркестане. В апреле-ноябре 1874 года Столетов руководил научной Амударьинской географической экспедицией, к ходе которой произведена топографическая съёмка до 3000 квадратных вёрст и собран значительный геологический, антропологический и исторический материал. По результатам экспедиции был награждён малой золотой медалью Императорского географического общества (1875). С 1875 года — командир 1-й бригады 17-й пехотной дивизии.
Перед началом русско-турецкой воины 1877—1878 годов в чине генерал-майора Николай Григорьевич в октябре 1876 года был назначен начальником Болгарского ополчения, которое ему предстояло сформировать. К маю 1877 года успешно выполнил задачу, создав шесть дружин численностью более 5000 человек. В июне 1877 года он прибыл с ополчением на театр военных действий и воевал на Балканах совместно с русскими войсками. В июле-августе 1877 года принимал участие в действиях передового отряда генерала И. В. Гурко (особенно отличился в сражении при Ески-Загре и при обороне Шипки), позже командовал авангардом колонны генерала М. Д. Скобелева при переходе через Балканы и в бою за Шейново. За отличие в сражениях при освобождении Болгарии Н. Г. Столетов был награждён орденами Святого Георгия IV степени, Святого Владимира II степени и Святой Анны I степени — оба с мечами.
С февраля 1878 года Столетов находился в распоряжении командующего Туркестанским военным округом, с апреля этого года возглавлял дипломатическую миссию в Афганистане. С декабря 1878 года прикомандирован к Главному штабу. С 1881 года — командир 1-й стрелковой бригады. В 1886 году Николая Григорьевича произвели в генерал-лейтенанты и назначили начальником 18-й пехотной дивизии. С ноября 1893 года — командир 15-го армейского корпуса, с ноября 1894 — командир 14-го армейского корпуса. С мая 1899 по 1911 год — член Военного Совета, в январе 1911 года одновременно был назначен членом Александровского комитета о раненых.
Умер 27 июня (10 июля по новому стилю) 1912 года в Царском Селе. Похоронен во Владимире, на старом Князь-Владимирском кладбище.

## Воинские чины
- Фейерверкер (1854)
- Прапорщик (23.05.1855)
- Подпоручик (26.12.1856)
- Штабс-капитан (1860)
- Капитан (12.01.1861)
- Подполковник (1864)
- Полковник (30.08.1867)
- Генерал-майор (28.03.1875)
- Генерал-лейтенант (1886)
- Генерал от инфантерии (1898)

## Награды
- Орден Святого Георгия 4-й степени (16.08.1877).
- Орден Святого Владимира 1-й степени (1905).
- Орден Святого Владимира 2-й степени с мечами (1879).
- Орден Святого Владимира 3-й степени (1870).
- Орден Святого Владимира 4-й степени (4.08.1865).
- Орден Святого Александра Невского (1896, бриллиантовые знаки — 1901).
- Орден Белого орла (1898).
- Орден Святой Анны 1-й степени с мечами (17.01.1879).
- Орден Святой Анны 2-й степени с мечами (15.09.1869).
- Орден Святой Анны 3-й степени с мечами и бантом (6.11.1862).
- Орден Святого Станислава 1-й степени с мечами (27.09.1877).
- Орден Святого Станислава 2-й степени с мечами (10.12.1864).
- Знак отличия Военного ордена № 99730 (1854)[6][7].
- Медаль «За защиту Севастополя» (1856).
- Медаль «В память 50-летия защиты Севастополя» (1904)[7].
- Медаль «За покорение Западного Кавказа» (1864).
- Орден «За храбрость» 2-й степени (Болгария, 1883).
- Орден «Святой Александр» 1-й степени (Болгария, 1883)
- Орден «За военные заслуги» 1-й степени (Болгария, 1903 и 1907)

## Память
- В Болгарии Столетова при жизни избрали почётным гражданином г. Габрово (1902), а одна из вершин Шипкинского перевала названа его именем.
- В Севастополе в его честь назван Столетовский проспект.
- Во Владимире в честь братьев Столетовых названа улица. Также их имя носит Владимирский государственный университет.
- С 1976 года действует Мемориальный дом-музей Столетовых во Владимире.
- 20 марта 2018 была выпущен почтовый блок, посвящённый 140-летию освобождения Болгарии и окончания Русско-турецкой войны 1877–1878 гг.». Н. Г. Столетов, И. В. Гурко, Э. И. Тотлебен[8].